# 原田のどか

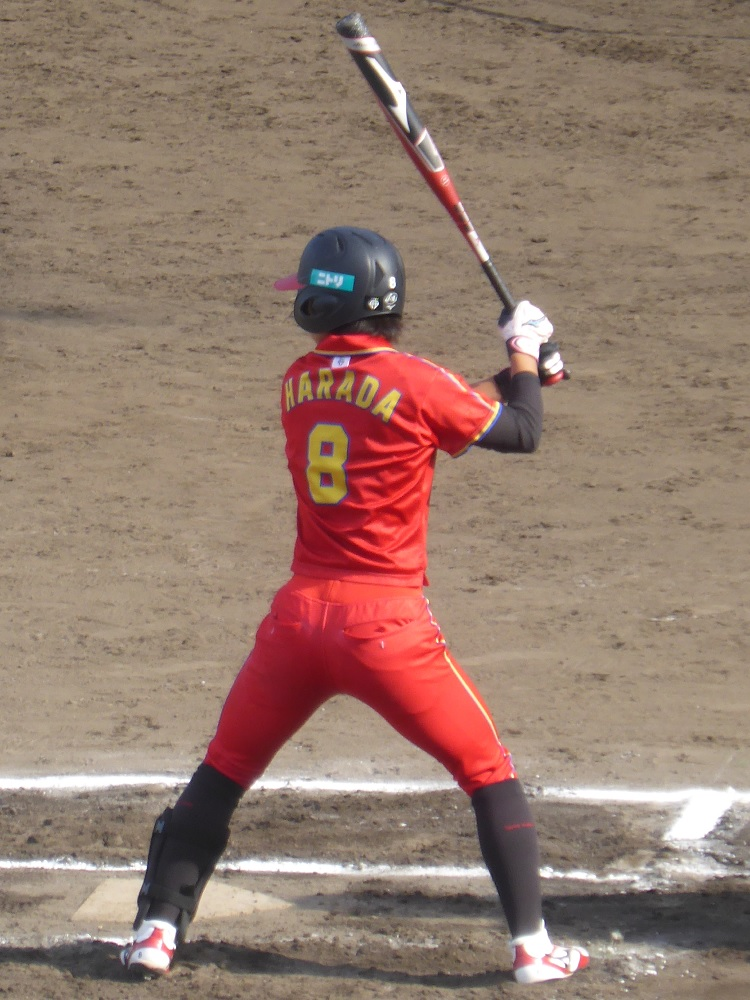
太陽誘電ソルフィーユ時代 (2022年)

原田 のどか（はらだ のどか、1991年8月9日 - ）は、岡山県総社市出身の女子ソフトボール選手（外野手）。トヨタレッドテリアーズ所属。ソフトボール日本代表。2021年開催の東京オリンピック金メダリスト。

## 経歴
岡山県総社市出身。小学校3年の時に野球を始める。2008年、高校2年の時に野球女子ワールドカップに出場し、日本の初優勝に貢献した。ソフトボールを始めたのは16歳からと遅いが、野球とソフトボール双方での金メダル獲得を目指している。
2017年、日本代表に初選出された。2021年には東京オリンピックの代表メンバーに選出され、金メダルを獲得した。その功績をたたえ、11月9日、総社市役所正面玄関前に記念のゴールドポスト（第8号）が設置された（ゴールドポストプロジェクト）。
2022年まで太陽誘電ソルフィーユでプレー。2023年からトヨタレッドテリアーズに所属。2024年シーズン終了をもって引退。2025年からはトヨタレッドテリアーズのコーチに就任。

## 人物・エピソード
小学校3年から高校まで硬式野球をプレーしていた。小学校6年の頃から捕手を外野手を務めており、太陽誘電に入団後も3年目までは主に捕手であった。4年目から本格的に外野手に転向した。

## 詳細情報

### 日本リーグ個人表彰
- 2020年 - 本塁打王（4本）

### JDリーグ個人表彰
- 2022年 - [東]ベストナイン（外野手）

### 背番号
- 18（2010 - 2018）
- 8（2019 - 2022）
- 4（2023 - 2024）